# Шамар Тугсей Джамянг
Дванадесетият Шамарпа Тугсей Джамянг Ринпоче (1895 – 1947) се ражда като син на Петнадесетия Кармапа Качяб Дордже. По политически причини без официално разпознаване и итнтронизация той води уединен живот на йогин с немногобройни ученици. Все пак той оставя някои дискретни свидетелства за изключителната си реализация като например отпечатък от стъпалото си в скалите.